# 世襲
世襲（せしゅう、英語: hereditary succession）は、特定の地位（官位や爵位など）や職業、財産等を、子孫が代々承継すること。

## 世襲の種類
- 襲爵：家に伝わる爵位を世襲すること
- 襲位：位階・地位などを世襲すること
- 襲名：先祖伝来の名跡などを世襲すること

また、法的な根拠を有する場合に限らず、事実上の場合について言うこともある。

## 歴史
古代・中世世界における多くの政治体制においては、その支配者の地位（皇帝や国王、諸侯などの地位）は、血縁関係を基礎とした継承によって独占的に占有されることが通常であった。このような固定された君主の家系を王朝と称する。
それにより、社会の中で支配する階層（支配者）と支配される階層（被支配者、臣民）の分化が生じてきた。日本においても、大日本帝国憲法下では皇室の皇位（万世一系）をはじめ、族籍（華族・士族・平民）の世襲が定められており、これを打破するには閨閥を繋ぐか、よほど傑出した功績を挙げて爵位を受ける他なかった。また、日本国憲法にも皇位が世襲される旨の定め（第2条）がある。

### 世界における世襲
民主主義の浸透により直接的な世襲による支配者は減少したが、実権を持たない貴族を慣例として残したり、歴史上の人物の子孫を名誉職に任命する国がある。民主主義国家でも、一部の有力家系が地盤・知名度・資金力を背景に公職を代々継承する「政治世襲」が存在する。
近世中国では科挙に合格することが高級官僚への道で制度上の世襲は存在しなかったが、一旦官僚を出した家は必死で子弟の教育に努めたことと、科挙に合格するには四書五経等の長期間にわたる勉強が必要であったため、士大夫という世襲的階層自体は存在した。文化大革命期には黒五類が批判対象となったが、現在は世襲政治家も存在する（太子党）。
中華民国では孔子の嫡流の子孫が世襲する大成至聖先師奉祀官を無給であるが総統府の国策顧問として任命している。
李氏朝鮮は両班でありなおかつ科挙に通らなければ政治に関われなかった。
朝鮮民主主義人民共和国は白頭血統と出身成分という厳格な世襲制を行っている。

### 日本における世襲
大化の改新以前の日本は氏族社会であり、氏人は氏上に統率され、氏上の地位は子孫などによって継承された。天皇の統治が確立すると、氏上は朝廷に一定の奉仕を行い、相続の対象も祭祀とともに家業や家名が重要視された。氏上の地位は被相続者の選定により代々子または血縁者に継承された。
奈良時代には唐朝の律令を取り入れ法体系を整備した。律令は形式的には近代に至るまで存在したが、これが実質的効力を持ったのは平安時代前期までであった。継嗣令に蔭位の制が規定されており、皇親、諸王、官人五位以上の者の子または孫で嫡子孫となる者は一定の位階に叙されて、官人として祖父の跡を継承した。嫡子は嫡妻長子を第一順位とし、ない場合は直系卑属や養子から選んだ。六位以下内八位以上の嫡子は位子の制により官人登用の道が開かれていた。のち、庶子も嫡子を立てることが許されたが、これは家業、家産継承のためである。すなわち、継嗣令は家の世襲を意図したものであった。この制度は、平安時代を通じて守られ、庶民の場合も「嫡嫡相承」といって、家業、家産が継承された。また、平安時代には古代の氏族制が一部で復活し、一族の氏上が氏人を統率するが氏上の地位も世襲的に継承された。この代表例が源平藤橘である。
中世は武家による封建体制が確立し社会組織が一変した。すでに平安時代末期には各地で血縁団体、家族共同体である武士団が組織され、一族の族長を家督と呼び、家督は族人に対し軍事的統率権を持った。家督の地位は嫡子によって代々継承された。中世では一族が分岐して単一の家を構成し、財産（土地）の慣習的な分割相続と封建的勤務を調和するため、諸子の中から惣領を選別し他の庶子を物的に支配する惣領制が発達した。この体制により惣領は一族の家督に人的統制を受ける一方で、惣領として家の継承者となった。家督も惣領もともに嫡子がその地位を世襲した。家督制も惣領制も南北朝時代から室町時代からにかけて次第に崩れ、庶子は惣領から独立し、室町時代末期には嫡子が家名と家産を併せて継承する長子単独相続に変化した。
江戸時代は厳格な身分制度が確立し職業が固定したため、上下を通じて家の世襲制が一般化した。武士の場合、家の存続は封録の継承にあり、主君の干渉を伴う封禄相続が実現し、相続の効果として家名と家産を取得した。相続人は嫡出長子であるが、長子のない場合は届出、願出によって嫡子を定めて家の存続を計った。庶民は家業と家産を継承したが、家名の相続は消滅した。相続は長男（惣領）の単独相続が一般的であったが、東北地方を中心に「姉家督」と呼ばれる相続が行われており、漁村や長野県諏訪地方では末子相続の慣習のある地方もあった。
大日本帝国時代の歴代内閣総理大臣で初めて「平民宰相」と呼ばれたのは原敬（ただし元来は士族家系）である。平民家系といえる者は清浦奎吾、濱口雄幸、広田弘毅の3名であり、華族家系の西園寺公望・近衛文麿の二名、皇族の東久邇宮稔彦王。他は政治的特権を持たない士族家系の出身者であり、多くは下級藩士の家系であるが、自らの功績によって華族に列した者も含まれる。
第二次大戦後、少数の皇族を除いて身分制度はなくなったが、同族企業や世襲政治家は多い。

## 実例
自営業者の子が親の家業を引き継ぐことはごく一般的なことである。特に特殊な技術や機材を使う職業だったり、免許の発行などの法的優遇措置が事業主単位で行われる場合はこれが顕著で、たとえば、薬局経営者・開業医の子（特に長子）が親の営む薬局・診療所を継ぐために医・歯・薬学部を目指したり、長子が後を継がない場合は次子あるいは娘婿や養子が跡継ぎになったりすることがまま見られる。
自営業でなくても、親と同じ職種につくことは人脈や職務上必要とされる知識といった無形の財産をひきつぐ上で有利であるため、政治家、外交官、大学教授、芸能人、宗教家など、社会的に突出した職業や地位の多くに、事実上の世襲が多くなる傾向がある。ことに伝統芸能については公卿やその芸道の開祖が子々孫々その伝統を継承したことから家業（家元）となし、今日でも歌舞伎、能、狂言、落語をはじめ、剣術・武道、弓術、礼法などでは世襲が一般的にみられる。これは「一子相伝」と言われるように、伝達される知識や特別な技術を子以外に秘匿することで、その特権性や権威を保持しようとする政治的・経済的な動機のある行為である。
また、同族企業の経営者が子や係累に経営を継がせることも一般的である。

### 公家
平安時代、藤原北家の良房が天皇の外祖父として人臣初の摂政に任官、養子の藤原基経が最初の関白となり、その子孫の諸流のうち外戚の地位を得た者の間で摂政・関白の地位が継承されるようになると、この家系はやがて摂家と呼ばれるようになる。平安時代の中期には、道長・頼通父子で合わせて内覧・摂関を72年にわたり担当すると、道長の嫡流子孫である御堂流が摂関を継承することが当然視されるようになる。これ以降、摂政・関白は常設の官となり、安土桃山時代の豊臣氏関白2名を除いて、藤原道長の子孫（御堂流）によって独占的に世襲された。鎌倉時代中期にその子孫は五摂家に別れたが、公家の最高家格はひきつづきこの五家が独占した。

### 武家
鎌倉幕府では、執権職が北条得宗家によって世襲された。室町幕府、江戸幕府では、征夷大将軍職を将軍家の男子が代々世襲した。
官途の世襲に関しては、これが武家を含んだ支配階級一般の習慣となり、イエごとに固定化の様相を呈するのは室町時代中期（足利義満期以降）とされる。

### 芸能人
芸能人も二世タレントと呼ばれるような親子で同業に就く、もしくは同じ芸能界に入る例がある。これには親の知名度や人脈を生かして知名度を上げる効果がある。市川右太衛門・北大路欣也、上原謙・加山雄三、阪東妻三郎・田村三兄弟（田村高廣・田村正和・田村亮）、堺駿二・堺正章、宇野重吉・寺尾聰、高島忠夫・高嶋兄弟（髙嶋政宏・高嶋政伸）、間寛平・間慎太郎、笑福亭鶴瓶・駿河太郎、三國連太郎・佐藤浩市、大塚周夫・大塚明夫、潘恵子・潘めぐみ、井上喜久子・井上ほの花などの例が知られる。ただし中川勝彦・中川翔子、浜田雅功・ハマ・オカモト、藤圭子・宇多田ヒカル、古谷一行・降谷建志（Dragon Ash）のように当初は親子関係を秘しており、子の知名度が上がってから親が有名芸能人だったことが知られることもある。

### 相撲
相撲は親が横綱でも有利なことは全くないが、特殊な世界であることなどから、日本の他のスポーツに比べると二世力士が多くなっている。相撲部屋でも親方の実子が関取になれば普通部屋継承者となるし、そうでなくとも親方の娘と結婚した関取が親方の養子となって部屋を継ぐことはよくあることである。

### プロレス
プロレスでもザ・ファンクス、エリック一家をはじめとして二世レスラーが数多く存在するが、これはプロレスが団体経営者にとって家業であり、通常のスポーツよりも芸能的である影響が強い。前出のファンクスやエリック一家のように親の必殺技を継承する例もある。二世レスラーの一人である元NWA王者テリー・ファンクは、ライバルのハリー・レイス（二世ではない）の自伝に「二世レスラーは全米のプロモーターが自分の親を知っているのだからそうでない者より有利」とのコメントを寄せている。このコメントは前記の「人脈や職務上必要とされる知識といった無形の財産をひきつぐ上で有利」に該当するものといえよう。また、アメリカWWEやメキシコCMLLは経営者の世襲による継承が行われている。

### ボクシング
日本プロボクシング協会ではボクシングジムの（名義変更料等なしでの）継承を原則一親等以内のみと規定しているため、帝拳ボクシングジムの本田明彦や協栄ボクシングジムの金平桂一郎などジムオーナーを世襲する例も多く、また、ジムの継承をスムーズにするべく後継者候補を二世ボクサーにすることもあり、引退後に父から福岡ボクシングジムを継承した越本隆志がその代表例である。海外ではレオンとコーリーのスピンクス親子などの親子世界チャンピオンも誕生している。日本では親子世界チャンピオンは未だ誕生していないが、元プロボクサーの父親が自身の成し得なかった世界チャンピオンを二世ボクサーである息子に託してそれが成就することもあり、前出の越本の他に、長谷川穂積、粟生隆寛、井岡一翔、寺地拳四朗がこれに該当する。メキシコに本部を置く統括団体世界ボクシング評議会WBCは38年間WBC会長を務めていたホセ・スレイマンの四男マウリシオ・スライマンが満票（26票）を集め、2014年新会長に選出された。

### 芸事
囲碁のタイトル戦の元祖である本因坊位は、かつての世襲制の家元が名跡を譲ったものである。現在の本因坊位は子に引き継ぐことはできず家元にもなれない。棋士の子息が棋士となる例は多く、羽根泰正・直樹の親子タイトルホルダーを始め、関山利一・木谷實・藤沢秀行・小林光一・武宮正樹らのトップ棋士の子や孫がプロ棋士になっている（小林は木谷の娘の女性棋士と結婚したので、小林の子は木谷の孫でもある）。棋士として大成しなくとも囲碁道場を開きレッスンプロとして親の顧客を引き継ぐことができる。一方で緑星囲碁学園や洪道場のような一般人を受け入れる囲碁道場があることや、院生以外もプロになれるため、井山裕太や一力遼など親が棋士ではないタイトルホルダーも多く存在する。
将棋界には、江戸時代には世襲制の将棋家元があったものの、現在、タイトルホルダーの子のプロ棋士は木村義雄十四世名人の子の木村義徳しかいない。新進棋士奨励会に入るには師匠の推薦が必要であるが、プロを目指す者は幼少期から全国にある日本将棋連盟の支部が主催する将棋道場に通い大会に出場しているため、実力があればプロ棋士から推薦を貰いやすい環境である。

### 宗教
日本の神道においても神職（社家）の世襲があるほか、儒教や道教、イスラム教で孔子・張魯・ムハンマドといった宗教が創始された時期の指導者の子孫が尊敬を集める現象があり、ウラマーなどの地位も世襲されることもある。
カトリック教会の教皇は後継を指名することは許されず、コンクラーヴェと呼ばれる選挙で決定される。
キリスト教や仏教などの中で、聖職者の妻帯を禁じている教派、宗派では原理的には存在しない。ただしルネサンス期におけるカトリック教会ではネポチズムが蔓延し、高位の僧侶が実子を甥という形で引き立てる例も多かった。モンテネグロではツェティニェの主教公をペトロヴィッチ＝ニェゴシュ家が1696年から1852年の間世襲し、後のモンテネグロ王家となっている。日本の浄土真宗では親鸞が妻帯を許し、浄土真宗本願寺派・真宗大谷派など、複数の門跡が世襲となっている。また明治時代以降、僧侶の妻帯が公認され、多くの仏教寺院の住職が世襲となっている。